# Goujie (köpinghuvudort i Kina, Yunnan Sheng, lat 24,79, long 103,14)
Goujie (kinesiska: 狗街) är en köpinghuvudort i Kina. Den ligger i provinsen Yunnan, i den sydvästra delen av landet, omkring 56 kilometer sydost om provinshuvudstaden Kunming. Antalet invånare är 59 589. Befolkningen består av 29 832 kvinnor och 29 757 män. Barn under 15 år utgör 18,0 %, vuxna 15-64 år 71 %, och äldre över 65 år 9,0 %.
Runt Goujie är det ganska tätbefolkat, med 179 invånare per kvadratkilometer. Närmaste större samhälle är Lufu, 13,0 km öster om Goujie. Trakten runt Goujie består till största delen av jordbruksmark.
Genomsnittlig årsnederbörd är 1 007 millimeter. Den regnigaste månaden är juni, med i genomsnitt 216 mm nederbörd, och den torraste är januari, med 12 mm nederbörd.